# Newcastle-i Egyetem
A Newcastle-i Egyetem (University of Newcastle) egyetem az Egyesült Királyságban. Orvosi és Sebészeti Iskola (School of Medicine and Surgery) néven alapították 1834-ben majd 1963-ban Newcastle-i Egyetemmé vált. A Newcastle-i Egyetem tagja a Russell Csoportnak, ami egy szövetség a kutatásokban aktív egyetemek között.

## Történet
A Newcastle-i Egyetem az 1834-ben alapított Orvosi és Sebészeti Iskolából született.

## Ismertebb hallgatói
- Kate Adie - újságíró
- Rowan Atkinson - komikus, színész